# Târnăveni

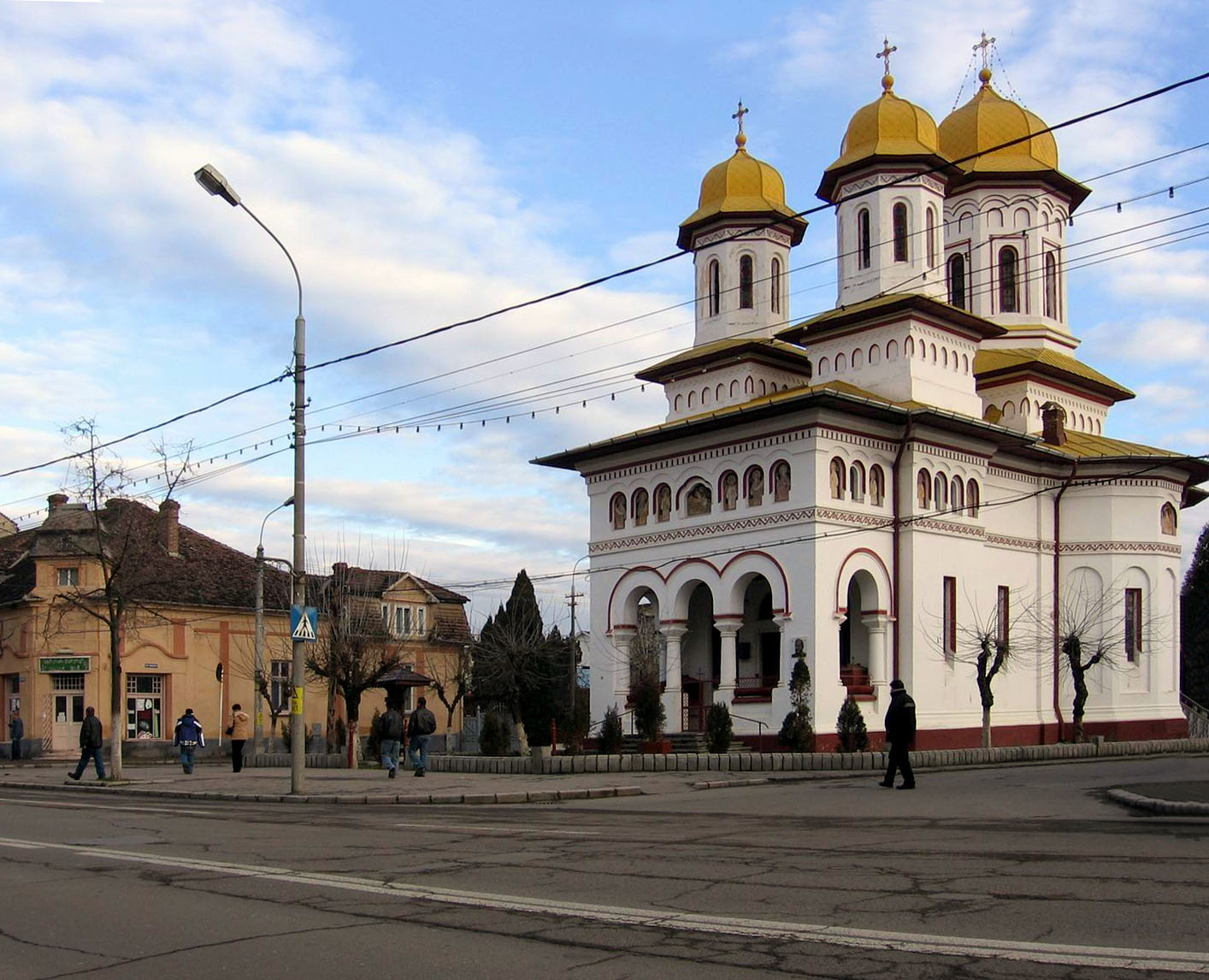
Orthodoxe Georgskirche

Târnăveni, alte Rechtschreibung Tîrnăveni [ˈtɨrnəvenʲ] (deutsch Sankt-Martin, ungarisch Dicsőszentmárton), ist eine Stadt im Kreis Mureș in der Region Siebenbürgen in Rumänien. Sie liegt am Fluss Târnava Mică (Kleine Kokel).
Der Ort ist auch unter den veralteten Bezeichnungen Târnava-Sân-Martin und bis 1943 Diciosânmartin, unter den ungarischen Szentmárton und Dicső, unter den deutschen Martinskirch, Marteskirch und Märteskirch und unter der siebenbürgisch-sächsischen Bezeichnung Mierteskirch bekannt.

## Bevölkerung
Die Stadt hatte im Jahr 2007 ungefähr 26.500 Einwohner.

## Kultur und Sehenswürdigkeiten
- Das Stadtmuseum wurde 1962 eröffnet und zeigt eine bedeutende Sammlung archäologischer ethnografischer Stücke und Werke aus der Umgebung von Târnăveni.
- Die unitarische Kirche (ursprünglich eine römisch-katholische Martinskirche) wurde im 15. Jahrhundert im gotischen Stil errichtet.
- Sehenswert sind auch die orthodoxe St. Treime Kirche (zwischen 1939 und 1940 errichtet), die orthodoxe Georgskirche und die heutige katholische Martinskirche.
- Etwa 15 km entfernt von Târnăveni in Richtung Blaj steht eine zwischen 1570 und 1580 erbaute mittelalterliche Burg.
- Ein weiteres touristisches Ziel ist der Corona-Wald, auf einem Hügel über der Stadt zwischen den Flüssen Mureș und Târnava Mică.

## Städtepartnerschaften und -freundschaften
- Halle in Westfalen,  Deutschland
- Hajdúszoboszló, Ungarn

## Söhne und Töchter der Stadt
- György Ugray (1908–1971), Bildhauer[4]
- György Szabó (1920–2011), Philologe[5]
- György Ligeti (1923–2006), Komponist
- Attila Demjén (1926–1973), Maler[6]
- Gyula Maurer (1927–2012), Mathematiker[7]
- Árpád Bényi (1931–2006), Maler[8]
- Emil Petru (1939–1995), Fußballspieler
- Hans-Christian Maner (* 1963), deutscher Osteuropa-Historiker und Hochschullehrer
- Tibor Pálffy (* 1967), Schauspieler[9]